# Морская полиция: Спецотдел (сезон 4)
Список эпизодов четвёртого сезона телевизионной драмы «Морская полиция: Спецотдел» (NCIS), который выходил в эфир в период с 19 сентября 2006 по 22 мая 2007 года. Сюжет вращается вокруг вымышленной команды специальных агентов Морской службы уголовных расследований, их миссия — расследовать преступления, которые каким-то образом связаны со военнослужащими военно-морского флота и морской пехоты США. Они раскрывают преступления, происходящие на флоте, либо с участием американских моряков или их семей. Команду возглавляет харизматичный Лерой Джетро Гиббс.

## Синопсис
Команду, до возвращения Гиббса, короткое время возглавляет Ди Ноззо. Специальный агент Лерой Джетро Гиббс покинул «Морскую полицию» в конце третьего сезона после успешной террористической атаки, потому что его начальство не прислушалось к его предупреждениям вовремя. Новые персонажи, представленные в этом сезоне: Мишель Ли, которая была короткое время в команде Ди Ноззо, и была переведена в юридический отдел после возвращения Гиббса, а также (уже в заключительных эпизодах 4 сезона) бывший босс и наставник Гиббса — Майк Фрэнкс. Кроме того, хотя и позже в этом сезоне, подполковник армейского уголовного розыска Холлис Манн появляется в качестве ещё одного любовного интереса Гиббса.

## В ролях
| Имя                    | Исполнитель     | В ролях    | Периодический персонаж |
| ---------------------- | --------------- | ---------- | ---------------------- |
| Лерой Джетро Гиббс     | Марк Хэрмон     | весь сезон | н/д                    |
| Энтони ДиНоззо         | Майкл Уэзерли   | весь сезон | н/д                    |
| Зива Давид             | Коте де Пабло   | весь сезон | н/д                    |
| Эбби Шуто              | Поли Перретт    | весь сезон | н/д                    |
| Тимоти МакГи           | Шон Мюррей      | весь сезон | н/д                    |
| Дженнифер Шепард       | Лорен Холли     | весь сезон | н/д                    |
| Дональд «Даки» Маллард | Дэвид Маккаллум | весь сезон | н/д                    |
| Джимми Палмер          | Брайан Дитцен   | н/д        | весь сезон             |

## Эпизоды
| № | #  | Название                                      | Режиссёр              | Сценарист                                    | Дата показа в США | Зрители США (миллионы) |
| --- | -- | --------------------------------------------- | --------------------- | -------------------------------------------- | ----------------- | ---------------------- |
| 71 | 1  | «Шалом» «Shalom»                              | Уильям Уэбб           | Дональд П. Беллисарио и Джон Келли           | 19 сентября 2006  | 13,48                  |
| Зива едет на работу, по пути её обгоняют два человека на мотоцикле, и она вспоминает один из дней своей работы в Моссад, после чего следует за ними, сворачивает в переулок, где внезапно происходит взрыв, убивающий одного мужчину и ранящий ещё двоих. Зива выскакивает из машины, мотоциклисты уезжают, а она видит ещё одного мужчину, который оборачивается и смотрит на неё. Она узнает в нём своего бывшего напарника — Намира Эшела, с которым работала на задании в Париже, и которого уже полгода как считают мертвыми. Эшел оборачивается и уходит за угол дома, а на месте взрыва появляется полиция. |    |                                               |                       |                                              |                   |                        |
| 72 | 2  | «Беглец» «Escaped»                            | Деннис Смит           | Стивен Байндер и Кристофер Сильбер           | 26 сентября 2006  | 14,12                  |
| Форнелл поджидает свою восьмилетнюю дочь, читая журнал, и видит, как рядом с девочкой останавливается парень — Деррил Полсон. Он заговаривает с ней, потом подходит к Форнеллу и говорит ему, что сбежал из тюрьмы, куда его упрятали он и Гиббс, и что он этого так не оставит, пока не добьется пересмотра дела. Затем парень исчезает, и Форнелл звонит в полицию. Тем временем в офисе МакГи признается Зиве, что отбелил зубы, но боится, что Тони начнет его дразнить. |    |                                               |                       |                                              |                   |                        |
| 73 | 3  | «Свидание вслепую» «Singled Out»              | Терренс О’Хара        | Дэвид Норт                                   | 3 октября 2006    | 15,89                  |
| Две девушки едут на машине, их обгоняет джип, и они видят в багажнике машины женщину, зовущую на помощь. Тони приходит в кабинет Джен, видит на её столе цветы и лезет за карточкой. Джен застукивает его за этим занятием, спрашивает, что он тут искал, а когда Тони отвечает, что любит цветы, она просит сказать, что это за цветы. Тот не знает, и Джен говорит ему вернуть карточку, а потом предлагает собрать свою собственную команду. |    |                                               |                       |                                              |                   |                        |
| 74 | 4  | «Фальсификация» «Faking It»                   | Томас Дж. Райт        | Шейн Брэннан                                 | 10 октября 2006   | 15,86                  |
| Полиция преследует мужчину, едущего за рулем автомобиля и говорящего по телефону на русском языке. Когда его останавливают, он говорит сначала о беременной жене, но коп замечает в салоне пистолет и приказывает выйти. В этот же момент в его автомобиль врезается ещё одна машина, за рулем которой оказывается покойник, а в салоне — мешок с монетами и сделанная кровью надпись — «морская полиция». Тони и Зива входят в офис и спорят — Зива утверждает, что все мужчины врут. Тони отвечает, что это не так, и эксперимента ради просит Зиву отгадать, когда он лжет, а когда — нет. |    |                                               |                       |                                              |                   |                        |
| 75 | 5  | «Мёртвый и непогребённый» «Dead and Unburied» | Колин Бакси           | Нелл Сковелл                                 | 17 октября 2006   | 15,92                  |
| Риэлтер приводит семейную пару на показ дома, и в гостиной обнаруживает труп мужчины, сидящий в кресле у камина. Агенты приезжают в дом, Даки и Палмер осматривают труп, Палмер и МакГи постоянно спотыкаются и строят догадки, как же тело оказалось в доме. Агенты обходят территорию дома и обнаруживают на заднем дворе раскопанную могилу и брошенную лопату. |    |                                               |                       |                                              |                   |                        |
| 76 | 6  | «Охота на ведьм» «Witch Hunt»                 | Джеймс Уитмор-младший | Стивен Крайозер                              | 31 октября 2006   | 15,94                  |
| На Хэллоуин Лори Найлс зажигает свечу в тыкве, оборачивается на шум и видит, как её муж Эрик падает на пол. Она поначалу думает, что он шутит, но потом видит кровь, и Эрик успевает сказать, что кто-то проник в дом и похитил их дочь Сару. Тони говорит остальным, что ненавидит Хэллоуин со времени своей работы в полиции, а потом они с Зивой потрошат праздничный костюм МакГи, и Зива надевает шапку в виде головы эльфа. |    |                                               |                       |                                              |                   |                        |
| 77 | 7  | «Взрыв в песочнице» «Sandblast»               | Деннис Смит           | Роберт Палм                                  | 7 ноября 2006     | 15,43                  |
| Полковник Фредерик Купер приходит на поле для гольфа вместе со своим сыном Джошем. Он ударяет клюшкой по мячу, происходит взрыв, который убивает полковника. Когда Гиббс и его команда приезжают на место происшествия, то видят, что там уже работает Холлис Манн из отдела криминальных расследований, которая заявляет, что это её дело. |    |                                               |                       |                                              |                   |                        |
| 78 | 8  | «Просто герой» «Once a Hero»                  | Томас Дж. Райт        | Шейн Брэннан                                 | 14 ноября 2006    | 15,80                  |
| Тони и Зива сопровождают Джен на встрече руководителей спецслужб в отеле, и внезапно Зива замечает движение на верхней лестнице, откуда спустя пару секунд падает мужчина и приземляется прямиком на стол. Приехавший Даки осматривает тело и говорит, что этого человека убили — он не покончил жизнь самоубийством. Он замечает, что при покойнике не было бумажника и обуви, но были награды: Бронзовая звезда, Пурпурное сердце и две Морские звезды, что указывает на то, что погибший был героем. |    |                                               |                       |                                              |                   |                        |
| 79 | 9  | «Сумасшедшая сестрёнка» «Twisted Sister»      | Терренс О’Хара        | Стивен Байндер                               | 21 ноября 2006    | 17,00                  |
| МакГи сидит дома и пытается написать очередную главу своей книги, но ему ничего не идет на ум, и он режет листы бумаги в шредере, чем выводит из себя соседа, который приходит к нему жаловаться. МакГи обещает, что больше не будет мешать, но снова включает шредер, и когда в дверь стучат ещё раз, он открывает и видит на пороге свою сестру Сару. Та говорит, будто убила кого-то, но почти ничего не помнит о случившемся. Сара утверждает, что выпила только ликёр, и не помнит, как добралась до его квартиры. |    |                                               |                       |                                              |                   |                        |
| 80 | 10 | «Закопчённый» «Smoked»                        | Деннис Смит           | Джон Келли и Роберт Палм                     | 28 ноября 2006    | 17,96                  |
| Группа рабочих приступает к замене котла в одной из котельных в Квантико, и когда они разбирают дымоход, оттуда падает мумифицированный труп неизвестного мужчины. Осматривая тело, агенты приходят к выводу, что этот человек не был военным, а Даки замечает, что этот труп — одна из лучших мумий, которая ему попадалась. |    |                                               |                       |                                              |                   |                        |
| 81 | 11 | «Гонимая» «Driven»                            | Деннис Смит           | Ричард Артур, Джон Келли и Нелл Сковелл      | 12 декабря 2006   | 17,39                  |
| Лейтенант Рони Сибрук тестирует автомобиль, управляемый новой компьютерной программой искусственного интеллекта. Сидящий на водительском сиденье робот Отто управляет машиной, тормозит и сбивает один из манекенов. Рони приказывает ему ехать в гараж, и когда она собирается выйти, программа закрывает окна, пристегивает её ремнем и заводит двигатель. Рони пытается выбраться, но у неё ничего не получается, и она задыхается. Тем временем Гиббс, Джен, Тони, Зива, Эбби и Палмер сидят на семинаре по допустимому поведению. Эбби недовольна тем, что для того, чтобы кого-то обнять, нужно разрешение. Палмер интересуется, допустимо ли то, что во время работы он прикасается к мёртвым голым людям. Зива лижет Тони ухо, тот подскакивает, шлёпает МакГи по затылку и спрашивает, допустимо ли это. |    |                                               |                       |                                              |                   |                        |
| 82 | 12 | «Подозрение» «Suspicion»                      | Колин Бакси           | Шейн Брэннан                                 | 16 января 2007    | 15,95                  |
| Мужчина выходит из номера мотеля в полотенце, дверь захлопывается за ним, и он не может попасть внутрь. Менеджера на месте нет, и тогда он стучит в соседнюю дверь, встаёт на половик и видит кровь под дверью. Тони и МакГи пытаются найти на карте маленький городок, где произошло убийство. |    |                                               |                       |                                              |                   |                        |
| 83 | 13 | «Шариф возвращается» «Sharif Returns»         | Терренс О’Хара        | Стивен Байндер                               | 23 января 2007    | 14,83                  |
| Мужчина переходит дорогу, и на переходе его едва не сбивает водитель автомобиля. Они оба смотрят на сигнал светофора и видят, что тот постоянно мигает, и сигналы передают сигнал SOS. Городская служба отслеживает сигнал, и вскоре обнаруживают помещение, где находят тело человека с вырванным глазом. |    |                                               |                       |                                              |                   |                        |
| 84 | 14 | «Отдача» «Blowback»                           | Томас Дж. Райт        | Шейн Брэннан, Дэвид Норт и Кристофер Сильбер | 6 февраля 2007    | 16,16                  |
| Тони и Зива выслеживают израильского торговца оружием, известного под кличкой Голиаф, который продавал свой товар террористам. Они усыпляют его, и когда Голиаф приходит в себя, то видит, что находится на самолете. Тони и Гиббс допрашивают его, а Голиаф думает, будто попался агентам ЦРУ. В салоне появляется Зива и говорит Голиафу, что если тот не будет отвечать на вопросы, то они сдадут его правительству Заира. |    |                                               |                       |                                              |                   |                        |
| 85 | 15 | «Друзья и любовники» «Friends and Lovers»     | Деннис Смит           | Джон Келли                                   | 13 февраля 2007   | 15,35                  |
| Парочка забирается в разрушенное здание, и когда парень собирается сделать предложение своей подружке, она видит труп, пугается и убегает. В это время Зива учит остальных метать нож. Тони показывает мастер-класс, заявив, что научился этому в летнем лагере, а Мишель бросает нож и едва не попадает в Гиббса. Тот говорит, что у них новое дело, и агенты приезжают к найденному трупу. |    |                                               |                       |                                              |                   |                        |
| 86 | 16 | «Ходячий покойник» «Dead Man Walking»         | Колин Бакси           | Нелл Сковелл                                 | 20 февраля 2007   | 15,41                  |
| Зива и Тони рассматривают новую куртку МакГи и пытаются угадать, сколько она стоит. Зива припоминает, что было указано на этикетке, а в это время МакГи приводит в офис высокого мужчину, который просит Гиббса раскрыть убийство. Тот спрашивает, чьё убийство следует раскрыть, и парень снимает с головы клок волос и отвечает, что его. |    |                                               |                       |                                              |                   |                        |
| 87 | 17 | «Скелеты» «Skeletons»                         | Джеймс Уитмор-младший | Джесс Стерн                                  | 27 февраля 2007   | 16,16                  |
| Двое мужчин открывают крышку семейного склепа. Винты поначалу не поддаются, и когда второй наконец-то открывает её, происходи взрыв. Обоих мужчин отбрасывает к стене, заливает слизью, и они видят, что внутри склепа лежат несколько скелетов. Эбби приходит к МакГи одолжить доллар, так как автомат с конфетами отказывается выдать сдачу, а кроме того, выдал ей не ту конфету, которую она хотела. Она сегодня в дурном настроении, но не хочет объяснить, по какой причине. Когда Гиббс и вся команда приезжает в склеп, им сообщают, что саперы уже обследовали его и не нашли внутри никаких следов взрывчатки. |    |                                               |                       |                                              |                   |                        |
| 88 | 18 | «Человек-льдышка» «Iceman»                    | Томас Дж. Райт        | Шейн Бреннан                                 | 20 марта 2007     | 15,69                  |
| Даки приходит в морг, где его поджидает очередной ожидающий вскрытия труп. Он открывает мешок и с удивлением обнаруживает, что покойник открывает глаза и садится. Затем Даки докладывает Гиббсу, что доставленный на его стол Лайам О’Нилл оказался жив, хотя температура его тела была ниже двадцати градусов. |    |                                               |                       |                                              |                   |                        |
| 89 | 19 | «Благодатный период» «Grace Period»           | Джеймс Уитмор-младший | Джон Келли                                   | 3 апреля 2007     | 13,79                  |
| Группа агента Полы Кэссиди дожидается появления информатора, который должен вот-вот появиться. Один из агентов спрашивает, почему они должны следить за ним два выходных подряд. В этот момент информатор звонит Поле, агенты идут за ним, и как только они входят в магазин, происходит взрыв. В это время Гиббс и Манн играют в бейсбол на закрытой площадке. МакГи звонит Гиббсу и сообщает о взрыве, при котором погибли двое агентов из группы Кэссиди, и Гиббс говорит Манн, что должен уйти. |    |                                               |                       |                                              |                   |                        |
| 90 | 20 | «Выдумка» «Cover Story»                       | Деннис Смит           | Дэвид Норт                                   | 10 апреля 2007    | 14,38                  |
| Во время расследования убийства Старшины, Макги находится в растерянности, когда элементы места преступления напоминают описания в его новом романе, который закончен только на половину. Единственный человек, у которого был доступ к книге Макги, кроме самого Макги, является издателем. Убийца обещает ещё два убийства и когда находят второе тело, на Макги оказывают давление, чтобы определить, кого убийца планирует убить затем. |    |                                               |                       |                                              |                   |                        |
| 91 | 21 | «Братья по оружию» «Brothers in Arms»         | Марта Митчелл         | Стивен Байндер                               | 24 апреля 2007    | 14,17                  |
| Во время встречи директора морской полиции с осведомителем замаскированным под бомжа, последнего убивают из проезжающей машины. Дело касается поимки «Жабы», за которым директор охотится не первый год, подозревают что осведомитель был всего лишь приманкой. |    |                                               |                       |                                              |                   |                        |
| 92 | 22 | «В потёмках» «In the Dark»                    | Томас Дж. Райт        | Стивен Байндер                               | 1 мая 2007        | 13,83                  |
| Помощник слепого фотографа замечает мертвого Старшину на одной из фотографий и вызывает NCIS. Гиббс и его команда берутся за расследование и используют помощь фотографа, чтобы восстановить место преступления с помощью его обостренного слуха и обоняния, чтобы узнать, кто убил жертву. Тем временем и у Гиббса и у Тони возникают любовные проблемы. |    |                                               |                       |                                              |                   |                        |
| 93 | 23 | «Троянский конь» «Trojan Horse»               | Терренс О’Хара        | Шейн Брэннан и Дональд П. Беллисарио         | 8 мая 2007        | 13,88                  |
| Такси на пропускном пункте, водитель болтает без умолку со своим молчаливым пассажиром, военные досматривают машину перед такси, при проверке такси оказывается что пассажир мертв, а направлялся он в морскую полицию. Гиббс подменяет директора, девушка Тони предлагает купить дом, Тони и Даки спорят на 50 долларов, на то когда Гиббс сорвётся и возьмет дело. |    |                                               |                       |                                              |                   |                        |
| 94 | 24 | «Ангел смерти» «Angel of Death»               | Деннис Смит           | Дональд П. Беллисарио                        | 22 мая 2007       | 14,13                  |
| Дженни возвращается из своей европейской поездки и обнаруживает, что в её доме побывал незнакомец. Она подозревает, что это был её мертвый отец. Все агенты NCIS, как намечается, пройдут проверку на детекторе лжи, которую как узнает Гиббс, устроило ЦРУ. Безоружный Тони и Джинни взяты в заложники в морге больницы торговцем наркотиками, который отчаянно пытается забрать свою партию наркотиков из трупа. Тони в конечном счете встречает человека, которого он пытался найти все эти месяцы — Рене Бенуа, также известного как Ла Гренуиль, который, как оказывается, является отцом Джинни. |    |                                               |                       |                                              |                   |                        |